# 文部科学省天下り問題
文部科学省天下り問題（もんぶかがくしょうあまくだりもんだい）は、2017年（平成29年）1月に発覚した違法な天下り問題のこと。

## 事件の全容
2017年1月、吉田大輔元文部科学省高等教育局長が早稲田大学大学総合研究センター教授に天下りした事例に関し、内閣府再就職等監視委員会は、平成27年（2015年）に、当時在職中の文部科学省職員が利害関係のある法人に対し求職活動を行ったこと、及び、それに関して人事課の職員がその法人に職員の情報を提供するなどの行為を行ったことについて、国家公務員法に規定する「再就職等規制」に違反する旨の調査結果をまとめた通知を、文部科学省に出した。その通知には、上記の問題を隠すために再就職等監視委員会に虚偽の報告を行ったことの指摘もあった。
この問題を受けて、松野博一文部科学大臣は大臣訓示において「法を遵守すべき公務員の組織においてこのような事態が生じたことは誠に遺憾であり、関係した職員について厳正に処分しました。また、このような事態を招いたことについて、事務次官から責任をとって辞職する旨の申し出があり、これを承認しました。さらに、文部科学大臣として、大臣俸給6ヵ月分を返納することとしました。」と発言した。

### 天下り仲介スキーム
事件が発覚した、2017年2月6日に文部科学省が公表した調査報告書によると、天下り斡旋は以下のように行われた。
- 仲介役・嶋貫和男（2009年7月同省人事課退職）が、虎ノ門の郵政福祉琴平ビルに一般社団法人「文教フォーラム」[7]を設立。文教フォーラムを拠点に、嶋貫が同省人事課に求人情報を、同省同課が嶋貫に人材情報を提供をし合っていた。
- 近藤信司・元文化庁長官が代表理事を務める公益財団法人「文教協会」[8]が、「文教フォーラム」の家賃を負担していた。
- 清水潔・同省元事務次官が代表の一般財団法人「教職員生涯福祉財団」[9]は、文教協会に職員を出向させ、嶋貫の（実質的な）秘書を担当させその人件費も負担していた。

仲介役だった嶋貫は、平成29年2月7日の衆議院予算委員会の集中審議で、自身が理事長を務める「文教フォーラム」を今年度内に解散する考えを明らかにした。また「教職員生涯福祉財団」は、国分正明会長、清水潔理事長、井上孝美評議員会議長、玉井日出夫副理事長、金森越哉専務理事が辞任することを発表した。

### 他省庁職員の天下りへの関与
文部科学省が他省庁の天下りを斡旋した事例は以下の2件が判明した。
- 長崎輝章元バチカン駐箚特命全権大使が2016年4月に東京外国語大学の特任教授に就任した事例につき、藤江陽子文部科学省大臣官房人事課長により履歴書送付等のあっせんが行われた[13][12]。
- 小田克起元内閣府大臣官房審議官が2016年4月に国立大学法人新潟大学副学長・理事（財務担当）に就任した事例につき、藤江陽子文部科学省大臣官房人事課長により、連絡先の入手、面談の日程調整等のあっせんが行われた[13][12][14][15][16]。

### 事件の背景
- 2008年末に施行された改正国家公務員法は、現役職員による再就職の斡旋を禁じていた。同法施行後、同省人事課内では民間の人材斡旋機関への不信が募り、OBへの期待が高まった。嶋貫は当初、教職員生涯福祉財団の審議役の傍ら斡旋を行っていたが、これに同財団理事長が難色を示したことから、同省人事課による嶋貫への支援が強まった[6]。

- 旧文部省入省組である清水潔、金森越哉、山中伸一、板東久美子などが文部科学事務次官・文部科学審議官・高等教育局長を務めていたとき、学生数などを基準として配賦される補助金とは異なる大学補助金が、2012年の「グローバル人材育成推進事業（20億円）」を端緒に次々と予算化された。下村博文が文部科学大臣のときの2014年には「スーパーグローバル大学創成支援事業（77億円）」が加わり、さらにAKB48を使ったコマーシャルメッセージで、一般にも知られた「トビタテ!留学JAPAN事業」が、大学経由での奨学金申請となった。また、世界からの留学生受け入れに伴う、大学への助成予算も省庁横断（オールジャパン）の取り組み強化で拡大されるなど[17]、文部科学省の大学に対する決定権限が増していた。これに厚生労働省の「教育訓練給付制度」の予算枠で運用される「職業実践力育成プログラム」が加わった（詳細は「高等教育局#特筆事項」を参照）。

### 天下り先との関係
松野文部科学大臣は2017年2月3日衆議院予算委員会で、天下りの有無によって補助金の不公正が生じていないかどうかについても検証する方針を明かした。
天下り先として浮上した主な団体は大学だが、2月6日の同省調査報告では天下り先大学への行政事務で不適切な事例は浮かんでないというが、朝日新聞はその点が今後の調査の焦点となると記事を結んでいる 。

### 文部科学省による調査報告
2017年3月30日、松野文部科学大臣は省内での調査結果の最終報告を行った。それによれば、新たに判明したものを含めて、62件の国家公務員法違反を確認、同日付で歴代事務次官8人のOBを含む幹部37人に、以下のような停職や減給などの処分を実施し、退職者に対しては懲戒処分相当の判断がなされたことを公表した。また、外務省でも外務省大臣官房人事課長を務めていた四方敬之アジア大洋州局参事官（現首相官邸国際広報室長）が、履歴書を大学に提出するなどし、斡旋に関与したとして、減給10分の2（4ヶ月）の懲戒処分を受けた。
- 駐ブルガリア大使であった山中伸一元事務次官は停職相当とされ、特命全権大使を辞職する見通しとなり、岸田文雄外務大臣に対し辞意が出された[23][20]。
- 文部科学事務次官であった前川喜平は、停職相当の処分発表前に辞任が認められている[24]。
- 元文部科学事務次官の清水潔教職員生涯福祉財団理事長も停職相当とされた[23]。
- 元文部科学事務次官の銭谷真美東京国立博物館長及び坂田東一日本宇宙フォーラム理事長は文書厳重注意相当となった[25]。
- 元文部科学事務次官の森口泰孝東京理科大学副学長及び土屋定之文部科学省顧問は訓告相当とされた[25]。
- 当時文部科学省大臣官房長を務めていた戸谷一夫文部科学事務次官及び、佐野太文部科学省大臣官房長は厳重注意処分となった[25]。
- 文部科学省大臣官房長や私学部長を務めていた藤原誠文部科学省初等中等教育局長は減給10分の2（4カ月）の懲戒処分となった[25]。
- 元文部科学審議官の玉井日出夫教職員生涯福祉財団副理事長は文書厳重注意相当となった[25]。
- 文部科学省生涯学習政策局長の有松育子元文化庁次長は戒告の懲戒処分となった[25]。
- 文部科学省大臣官房人事課長を務めていた藤江陽子文部科学省大臣官房付は停職3ヶ月の懲戒処分となった[26]。
- 文部科学省大臣官房人事課長を務めていた伯井美徳大学入試センター理事・副所長は減給10分の2（9カ月）の懲戒処分となった[25]。
- 文部科学省大臣官房人事課長を務めていた関靖直文部科学省研究振興局長は減給10分の2（8カ月）の懲戒処分となった[25]。
- 文部科学省大臣官房人事課長を務めていた中岡司文化庁次長は、減給10分の2（4カ月）の懲戒処分となった[25]。
- 文部科学省大臣官房人事課長を務めていた小松親次郎文部科学審議官は戒告の懲戒処分となった[25]。
- 文部科学省大臣官房人事課長を務めていた常盤豊文部科学省高等教育局長は戒告の懲戒処分となった[25]。
- 文部科学省生涯学習政策局社会教育課長を務めていた谷合俊一日本学生支援機構政策企画部長は戒告の懲戒処分となった[25]。
- 文部科学省学校スポーツ・青少年局学校健康教育課長を務めていた大路正浩国際交流基金上級審議役は戒告の懲戒処分となった[25]。